# Озатай, Эсра
Эсра Озатай (тур. Esra Özatay, родилась в 1976 году в Германии) — турецкая лётчица, первая женщина-командир авиационного подразделения ВВС Турции.

## Биография
Родилась в Германии, при рождении получила имя Эсра Ишчи. Дочь Хаджера-Мустафы Ишчи.
Училась в школах Бейкоза и Стамбула.
В 1992 году поступила в Военно-воздушную академию, которую окончила в 1998 году. С 2004 по 2010 год служила пилотом в пилотажной эскадрилье F-5 + 7, с 2010 года занимала пост инструктора пилотажной группы «Турецкие Звёзды».
В 2014 году вошла в состав «Турецких Звёзд» как первая лётчица в составе пилотажной группы и совершила первый полёт в 2015 году; получила награды вместе со всей пилотажной группой от президента Турции Реджепа Эрдогана.
В 2016 году была назначена командиром пилотажной группой «Турецкие Звёзды»; на одной из встреч с Эрдоганом подарила ему макет самолёта.